# Comunidades de El Arca (Lanza del Vasto)
Las  Comunidades de El Arca fueron fundadas en 1948 por Lanza del Vasto siguiendo el modelo de los ashrams de Gandhi en la India, en línea con el sentimiento pacifista y el movimiento de no violencia de la posguerra. Tuvieron cierta influencia en la formación del movimiento alternativo de los años 1950 a 1980, que es una de las raíces del altermundialismo.

## Historia

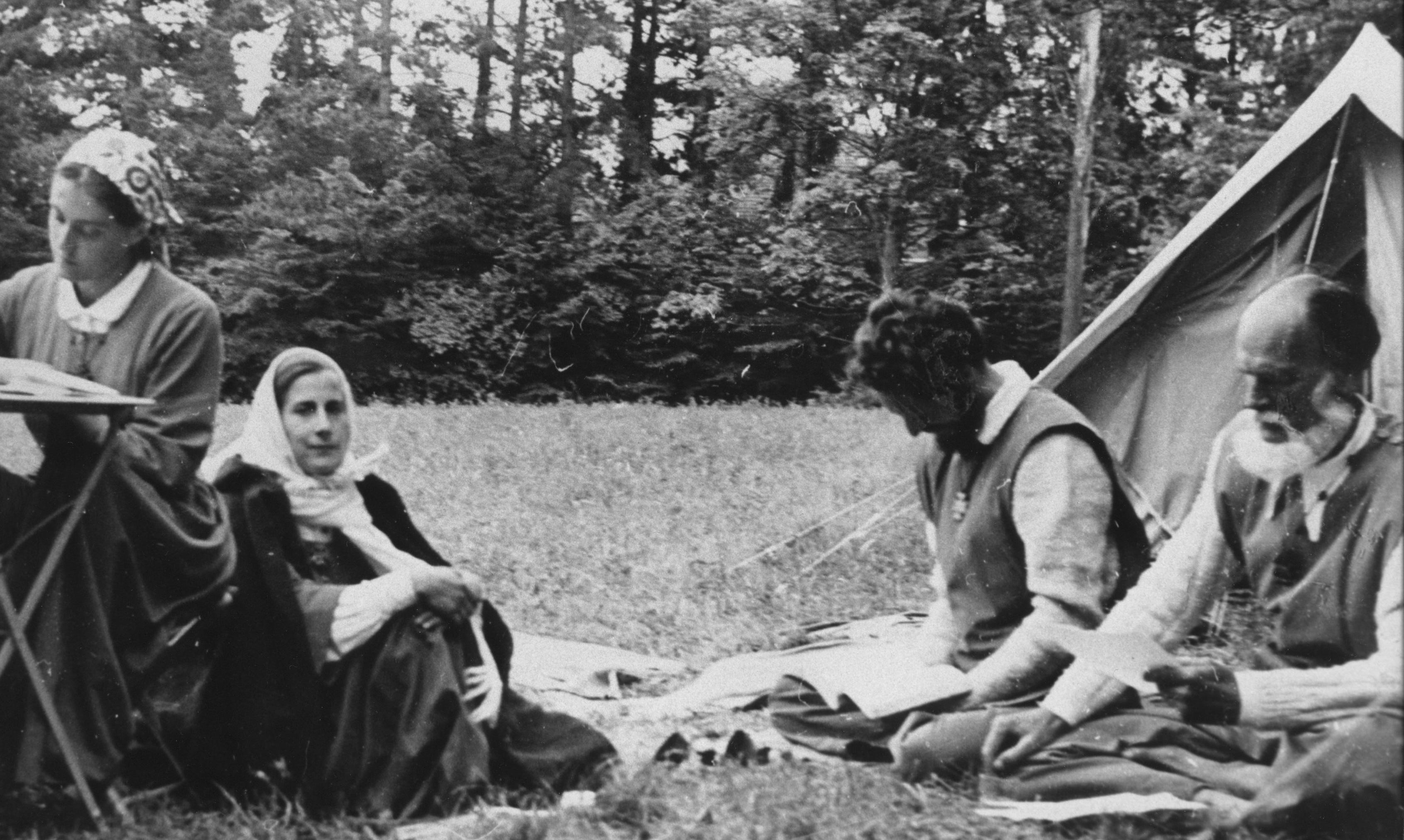
Lanza del Vasto y miembros de la Comunidad en los años 60.

El movimiento comenzó en París, donde los partidarios de Lanza se reunían en su apartamento. En 1948 se creó una primera comunidad rural en Tournier, en la comuna de La Genétouze, en Charente-Maritime. Con unas normas de admisión muy flexibles, muchos curiosos vinieron a establecerse. Las disputas entre los participantes crearon conflictos y Lanza tuvo que disolver esta comunidad en 1952. En 1954 nació una nueva Fundación en Bollène, en Vaucluse. En 1963 la comunidad se trasladó a la finca de La Borie Noble en Roqueredonde en Haut-Languedoc . "El orden de trabajo del Arca" se define como una reunión de hombres y mujeres impulsados por un deseo común de aceptar la práctica del trabajo y el principio de la no violencia.

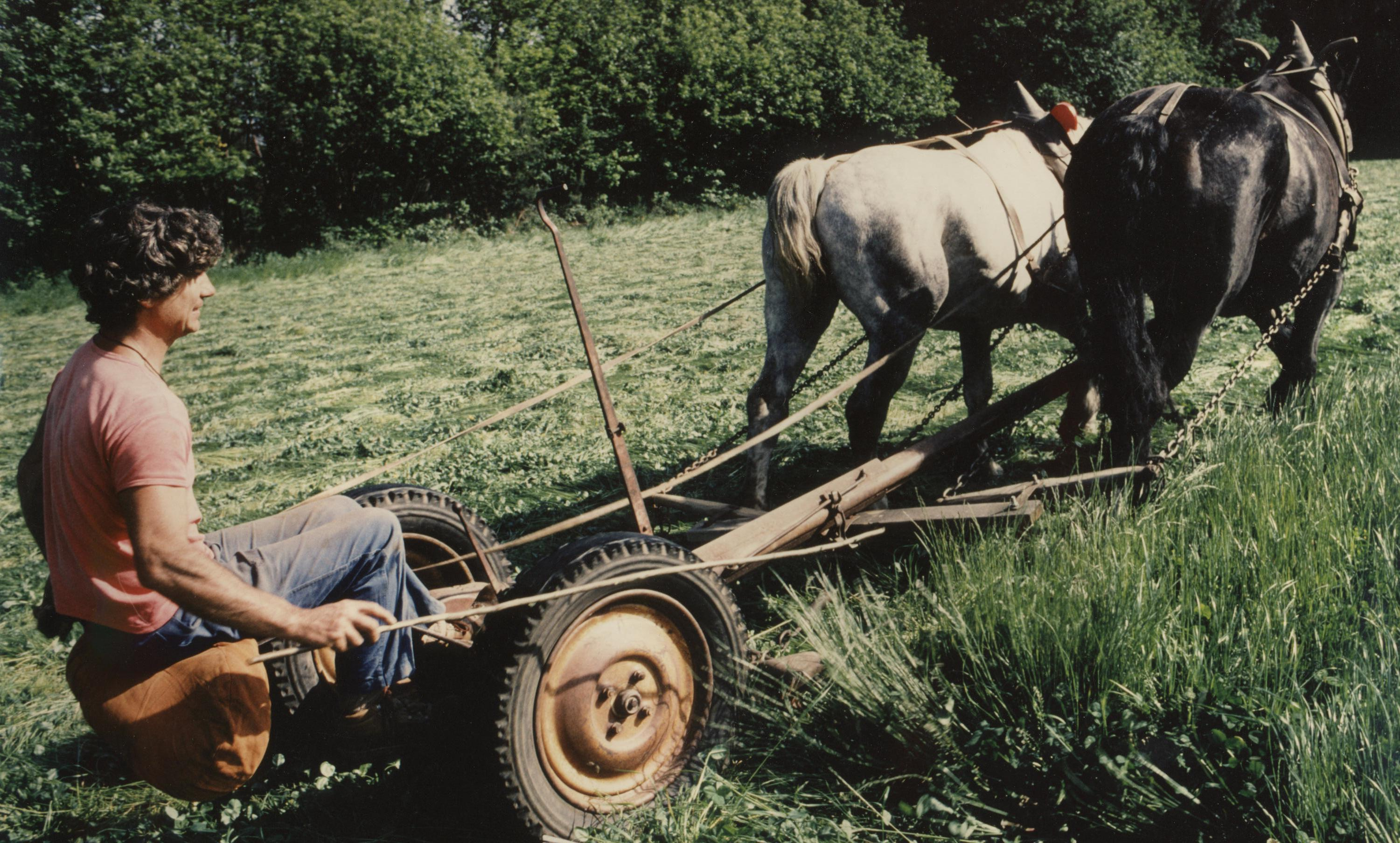
Trabajando con tracción animal en una comunidad de El Arca.

La lucha de los campesinos de Larzac contra la ampliación del campamento militar marcó un nuevo punto de inflexión en el movimiento. Un pequeño grupo se instala en una granja comprada por el ejército en un lugar llamado Les Truels. En las décadas de 1970 y 1980 se produjo una importante extensión del movimiento con la creación de nuevas comunidades en Lot-et-Garonne  (Bethsalem y Le Grand Mouligné), en Bonnecombe en Aveyron, en Ségrie en Sarthe, en Saint-Antoine-l'Abbaye de Isère, en España y en Italia, e incluso en Quebec.
Durante la década de 1990 varias comunidades fueron cerradas debido a la desafección de sus miembros y a conflictos internos.

## El Arca en elsigloXXI
En un libro publicado en 2003 se afirma que "El Arca fue y sigue siendo una escuela de vida interior, de vida espiritual, basada en la transmisión personal".  

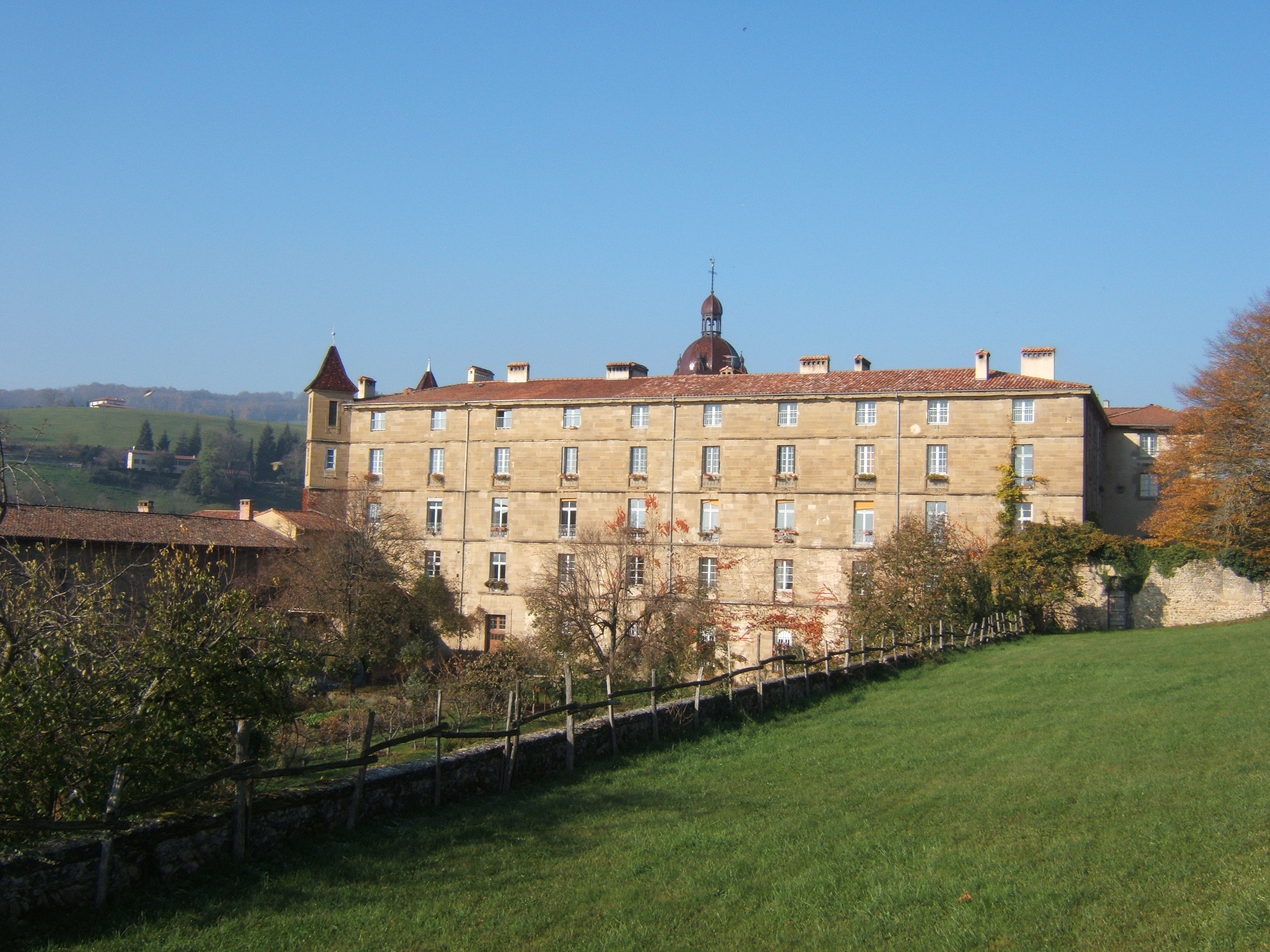
Abadía de Saint-Antoine en 2005.

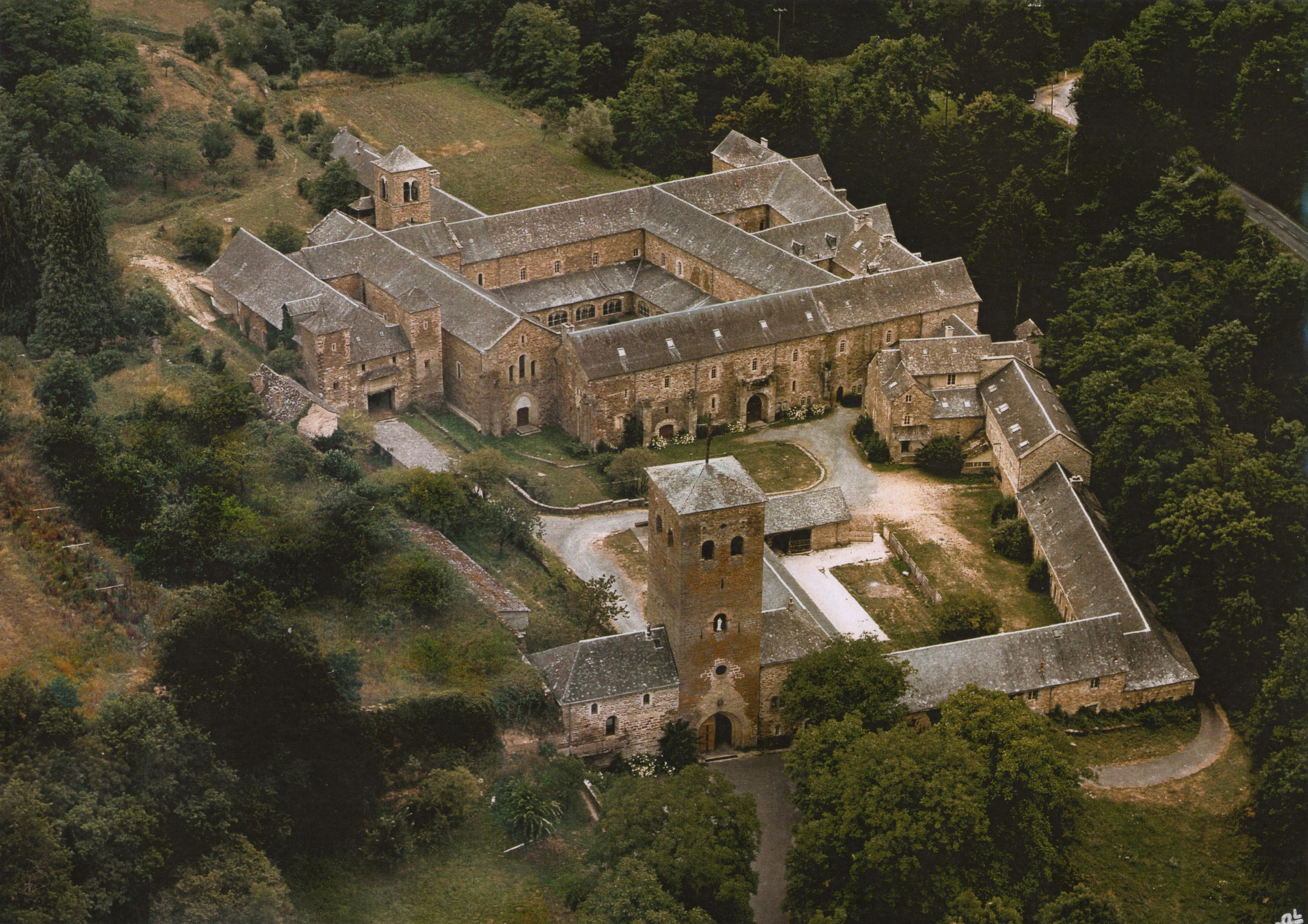
Abadía de Bonnecombe en 2008.

Desde el año 2000 otros lugares que han estado vinculados durante mucho tiempo al movimiento se han convertido en comunidades reconocidas: en Suiza, la comunidad de Chambrelien cerca de Neuchâtel, y en Alemania el Friedenshof en Niedernstöcken cerca de Neustadt en Baja Sajonia.
En 2012 estaban activas las comunidades de La Borie y La Fleyssière en Hérault, Saint-Antoine en Isère, Chambrelien en Suiza, el Friedenshof en Alemania y la casa comunitaria en Buenos Aires (Argentina). También existen grupos en varias regiones de Francia y Bélgica, en España, en Italia, en Ecuador y en Canadá.
La Coordinadora de Acción No Violenta de El Arca (CANVA) participa en diversas acciones a favor de la ecología (por ejemplo, contra los transgénicos y contra la energía nuclear) y el respeto a los seres humanos (por ejemplo, círculos de silencio).
La asociación Juventud y No Violencia organiza campamentos de verano sobre la no violencia para jóvenes y encuentros entre jóvenes europeos que promueven el intercambio y el diálogo intercultural..
En 2010 la comunidad de Saint-Antoine-l'Abbaye inició un curso de formación para compartir su experiencia con jóvenes adultos que desean iniciar proyectos colectivos: la formación FEVE (Formation et Expérimentation au Vivre Ensemble, en español, Formación y Experimentación en la Convivencia").

## Extensión mundial
A finales de los años 70 del siglo XX y mediados de los 80, fundaron en España varias comunidades: La Longuera, cerca del curso alto del río Segura en Albacete; Arguiñariz en Navarra; Soto de Iruz en Cantabria y Turballos en Alicante. En la década de los 90 empiezan a cerrarse las comunidades en España.
Lanza del Vasto falleció en 1981 durante una visita a la Comunidad de La Longuera.
Hay seguidores activos en Francia, España, Ecuador, México, Argentina, Brasil, Italia, Alemania y Suiza.

## Discografía
- Chansons populaires de l'Arche, La Communauté de l'Arche. Studio SM, 197? (álbum : SM 25M-118 ; LP : SM 30-332)
- Rendons grâce au Seigneur de la vie - psaumes et chants de louange, con Chanterelle del Vasto y el coro del Arche, Studio SM, 1975, 33 rpm
  - Demos gracias al Señor de la vida - palabra y música, París, Presses de l'Île-de-France, 1975, 36 p.
- Exultez de joie !. Coro de la Comunidad del Arca, Studio SM, colección Monastères, 1998, CD, 34 minutos (grabado en la Abadía de Bonnecombe en octubre de 1997)